# Historia de los judíos en las Islas Canarias
La historia de los judíos en las islas Canarias se remonta al siglo XV, cuando los judíos conversos se trasladaron a las islas desde la Península ibérica y que seguirían practicando su antigua religión, algunos de forma pública hasta su prohibición en 1492 y otros en secreto. La actual comunidad de origen sefardí en Canarias empezó a afincarse en las islas a mediados del siglo XX.

## Historia
Existen documentos de la Inquisición que contienen indicios de la existencia de una comunidad de judíos españoles en las islas antes de su expulsión. El papel de la comunidad judía en Gran Canaria era de gran importancia, pues en la década de 1520 la mayoría de los cargos públicos de la isla tenían dicho origen. Un ejemplo de esto es el caso de Diego de Herrera, gobernador de la isla de Gran Canaria a principios del siglo XVI que consiguió, junto a otros conversos de altas posiciones políticas, que el emperador Carlos I suprimiera el tribunal de la Inquisición. No obstante, esta supresión duró poco, pues en 1526 la Santa Sede celebra su primer Auto de Fe en las islas, llevando a la hoguera a 8 judaizantes. También en Tenerife la presencia judía fue igualmente importante, con personalidades ocupando puestos relevantes tales como Diego Alvarado y Bracamonte, de origen judío y que fue gobernador de Tenerife desde 1624 a 1631.
Originalmente, los judíos canarios solían residir principalmente en las islas de Tenerife y La Palma. Se asentaron durante el siglo XV y XVI principalmente en las islas de realengo, donde fueron una minoría esencialmente urbana. Existió una mezcla con las principales familias del archipiélago, mimetizándose con la comunidad local y diluyendo sus costumbres. Se sabe que la madre del futuro santo católico, José de Anchieta misionero en Brasil nacido en San Cristóbal de La Laguna, Tenerife, era descendiente de judíos conversos.

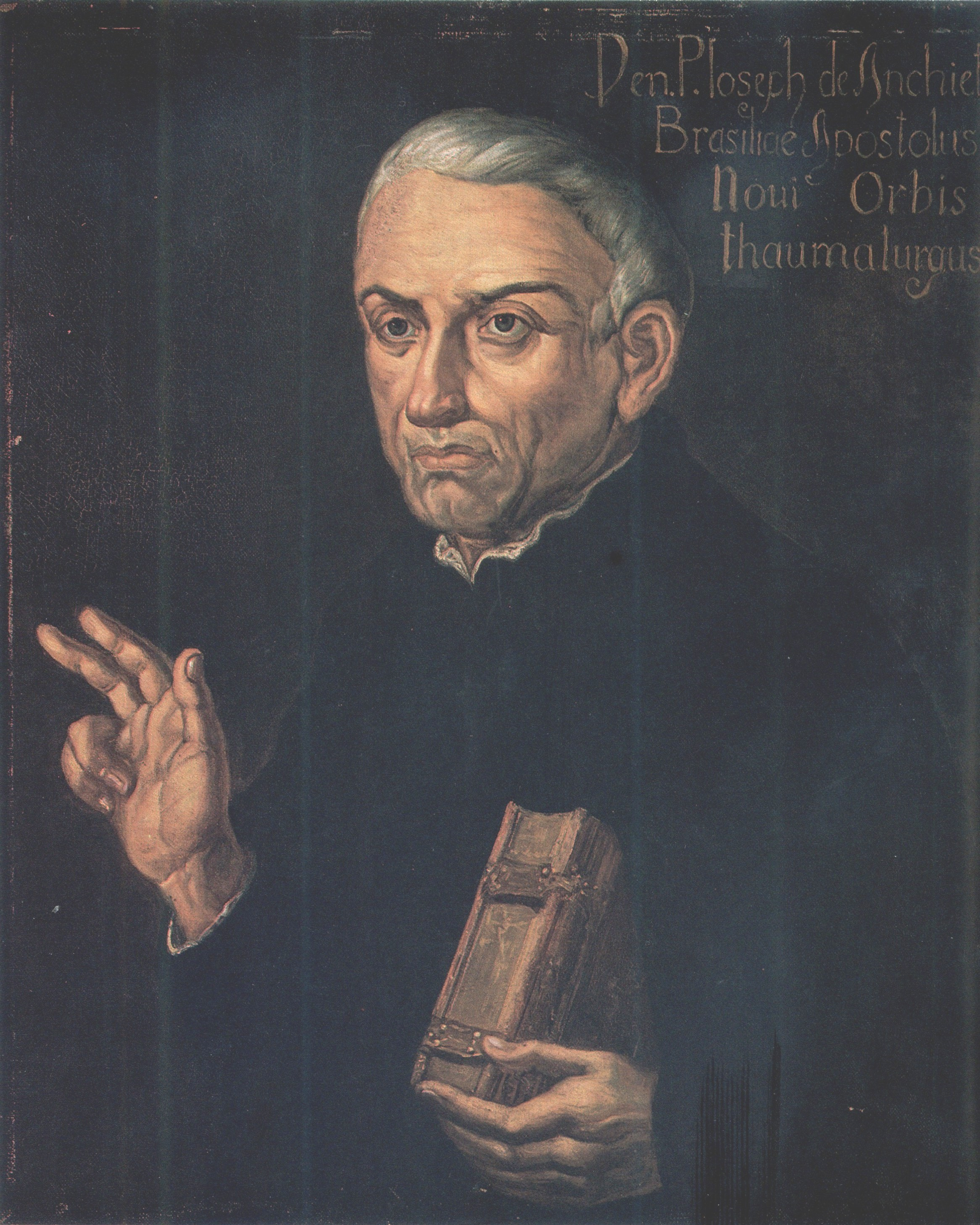
San José de Anchieta (1534–1597), misionero jesuita canario en Brasil y uno de los fundadores de Sao Paulo y Río de Janeiro. José de Anchieta era descendiente de judeoconversos por línea materna.

Durante el siglo XVII y tras la unión de Castilla y Portugal, comienzan a llegar a las islas conversos portugueses que se dedicarán principalmente al comercio y a la administración de las rentas reales, teniendo el control total de la administración desde 1640 hasta finales del siglo.
Sin embargo, del mismo modo que en el resto de España, los judíos sufrirían persecuciones de parte de la Santa Inquisición, aunque en mucha menor medida que en la Península ibérica. Se conoce la existencia de grupos crípticos en las tres islas realengas (Gran Canaria, La Palma y Tenerife) que se reunían a primera hora de la mañana o por la noche en la casa de los considerados jefes, que en ocasiones eran rabinos que se habían adaptado a la realidad insular. Con la creación del tribunal estos grupos desaparecerán, algunos huirán y otros se adaptarán a la nueva coyuntura.
Tras una serie de calamidades que afectaron a Canarias entre 1523 y 1532, la delegación local de la Inquisición promulgó unos edictos que recogían las costumbres religiosas y sociales de los conversos judíos y musulmanes. Esto facilitó a la población la identificación de ritos no-cristianos, posibilitando el aumento de los delatores. Sumado a todo esto, se prohibió a patrones, propietarios y capitanes de barco que dieran pasaje a los conversos de cualquier tipo o a cristianos nuevos, bajo pena de confiscación de sus bienes, sus barcos y su excomunión. Esto aisló a la comunidad judía de las islas, que vieron sus opciones limitadas al archipiélago. Las denuncias aumentaron considerablemente entre 1524 y 1526 gracias a estas medidas, derivando a la quema de 8 personas, 6 de ellas judías: Álvaro Gonçales, su mujer Mencia Vaes, su hijo Silvestre Gonçales, Maestre Diego de Valera, Pedro Gonçales y Alonso Yanes.
Los judíos que eran descubiertos fueron acusados del delito de herejía y apostasía, concretamente del delito de judaísmo. Esos delitos eran tanto por acciones como por omisiones. Las acciones eran la continuidad de los ritos y costumbres judías, siendo la del Sabbath la más denunciada y practicada de todas ellas. También hubo casos de guardar la Pascua de Yom Kippur, rezar alzando y bajando la cabeza, y abstenerse a comer carne de cerdo. Pocos casos fueron de usar el lenguaje y escritura hebrea, aunque entre ellos si usaban la lengua.

## En la actualidad
La comunidad judía sefardí contemporánea es pequeña, pero organizada. Hay una sinagoga ubicada en Las Palmas de Gran Canaria, y había otra sinagoga en Tenerife hasta 1989. La mayoría de los judíos sefardíes en las Islas Canarias procedían de Marruecos y otros países del norte de África, y se mudaron allí por razones económicas durante la década de 1960 al final de la era del dominio colonial francés e italiano.
En 2022, Chabad estableció el Chabad de Canarias-Tenerife en la ciudad de Puerto de la Cruz, con presencia también en el sur de la isla y constituyendo el centro de la vida judía en Tenerife. Esta rama pertenece al judaísmo jasídico.
La isla de Lanzarote es un popular destino turístico para los judíos británicos.